# Daniel Vaxelaire
Pour les articles homonymes, voir Vaxelaire.
Daniel Vaxelaire est un écrivain et historien français, né le 2 décembre 1948 à Damelevières (Meurthe-et-Moselle). Il habite La Réunion depuis 1971.

## Biographie
Daniel Vaxelaire est né en 1948 en Lorraine  à Damelevières près de Nancy. Il passe ses jeunes années dans les Vosges, à Badménil-aux-Bois puis à Nancy et Épinal.

### Vie professionnelle
À vingt ans, il rapporte d’un voyage au Liban et en Syrie un reportage qu’il propose à un journal local. Son compte-rendu n’est pas publié, mais il est tout de suite embauché comme journaliste dans le quotidien local, la Liberté de l'Est, jusqu'à son service militaire qu'il effectue à La Réunion. Démobilisé, il décide de s'y installer[pertinence contestée].
Jeune journaliste professionnel, il arrive à l'île de La Réunion en 1971 et entre immédiatement au JIR. Il décide de participer à la création d'un titre concurrent de celui pour lequel il travaille, Le Quotidien de La Réunion. À sa création, en 1976, il est chef de service chargé des informations locales .
Le nouveau journal connaissant des difficultés, il doit quitter la rédaction au bout d'un an. Il voyage alors dans les différentes îles de l'océan Indien comme Madagascar, Rodrigues, Mayotte, les Seychelles et le Sri Lanka. Il se rend également en Inde.
De retour à La Réunion, il est chargé de rédiger un important ouvrage historique sur l'île. À la tête d'une petite équipe, il dépouille une masse énorme d'archives, interroge de très nombreux témoins et spécialistes, et rédige avec trois co-auteurs le Mémorial de La Réunion, sept gros volumes totalisant plus de 3500 pages, qui lui constituent une référence historique sur l'île. Cette œuvre lui apporte les informations et l'inspiration qui guident le reste de son œuvre. Il publie notamment, de 1982 à 1994, un ensemble  de récits et romans historiques sur les  îles francophones de l’océan Indien.
La suite de son aventure professionnelle le fait passer par la presse magazine (il dirige la rédaction d'une édition locale de Télé 7 Jours) et à nouveau par l'édition (direction de la rédaction de la Grande Encyclopédie du Maroc : 12 volumes, 150 auteurs).
Rentré à La Réunion en 1988, il est indépendant depuis 1991 et partage sa vie entre l'écriture de romans, de la littérature jeunesse (y compris des contes de l’Océan indien), de scénarios de bande dessinée(), du théâtre, des scénarios pour l'audiovisuel, des émissions de radios, de la communication d'entreprise, etc.
Ses romans, pour les adultes ou la jeunesse, ont souvent l'océan Indien pour principale source d'inspiration : Chasseur de Noirs (1982), L'Affranchi (1984), En haut la liberté (roman jeunesse, 1989) évoquent des épisodes d'histoire de La Réunion, Les Mutins de la liberté (1986) racontent l'histoire de la fameuse république pirate de Libertalia, Grand-Port et Cap Malheureux (1994) évoquent la prise de l'île Maurice par les Anglais.

### Distinctions
- Chevalier de la Légion d'honneur (2014)[8]
- Citoyen d'honneur de la ville de Saint-Denis de La Réunion, 2018.
- Médaille d'honneur de l'engagement ultramarin (2023)[9]

## Œuvre

### Romans, récits et nouvelles
- Chasseur de Noirs, roman historique, Lieu Commun, 1982. Édition de poche Gallimard, coll. « Folio Junior » (3 rééditions). Rééditions Éditions Orphie, 2000 et suiv. et Flammarion, coll. « Gulliver », mai 2000[4].
- L’Affranchi, roman historique, Lieu Commun, 1984. Nouvelle édition Phébus, 1996 et Le Grand livre du mois, 1997. Réédition Éditions Orphie, 2008 et suiv[4].
- Les Mutins de la liberté, roman historique, Lieu Commun, 1986. Édition de poche Le Livre de Poche. Réédition Phébus, 1995. Traductions espagnole et portugaise, 2001. Réédition Éditions Orphie, 2010 et suiv.
- Les Chasseurs d’épices, récit historique, Lattès, 1990. Édition de poche Payot, collection « Points ». Réédition Éditions Orphie, 2001 et suiv.
- Grand-Port, roman historique, Phébus, 1993. Réédition Éditions Orphie, 2010 sous le titre Grand-Port, Tome 1 : Le temps des victoires et Grand-Port, Tome 2 : Le temps des frayeurs.

et* Cap Malheureux, roman historique (suite du précédent), Phébus, 1994.
- Bleu nuit, roman, Flammarion, 1996. Réédition Éditions Orphie, 2014.
- L’Île des damnés, roman, Flammarion, 1999.
- Une si jolie naufragée, le roman vrai de Paul et Virginie, récit historique, Flammarion, 2001.
- Supplique pour ne pas être pendu avec les autres pirates, Éditions Orphie, 2003.
- Mirages d’Égypte, roman historique, Phébus, 2005.
- Les Buveurs de sang, ou La Véritable Histoire de Sitarane, Orphie, 2008.
- L'Homme de nulle part et autres histoires, nouvelles, Orphie, 2012.

### Ouvrages pour la jeunesse
- En haut, la liberté, roman, Flammarion, coll. « Castor Poche », 1999. Prix Amerigo Vespucci Jeunesse, Saint-Dié, 1999. Rééditions 2000, 2002, 2003, 2005, 2008, 2012, 2020.
- La Chasse aux bilimbis, album pour les très jeunes, dessins de Sylvie David, Orphie, 1999, 2002.
- Les Naufragés du ciel, récit, Flammarion, coll. « Castor Poche », 2000, 2003. Réédition Orphie 2014.
- Une jument dans la guerre, roman, Flammarion, coll. « Castor Poche », 2001, 2003.
- Les Portes du mystère, aventure interactive, Orphie, 2001[10].
- Les Pépites d’arc-en-ciel, album pour les très jeunes, dessins de Sylvie David, Orphie, 2001, 2003.
- Les naufragés de la Cigale, roman, Flammarion, coll. « Castor Poche », 2002, 2003. Réédition Orphie 2014.
- Quinze contes de l’Océan Indien, recueil de contes, Flammarion, coll. « Castor Poche », 2002, 2003.
- La Baie des requins, roman, Flammarion, coll. « Castor Poche », 2003.
- Le Trésor des forbans, Flammarion, coll. « Castor Poche », 2005. Réédition Orphie 2014.
- La Cascade infernale, Flammarion, coll. « Castor Poche », 2005. Réédition Orphie 2014.
- Pirates et corsaires, Flammarion, coll. « Premiers Castor Doc », 2007.
- Petit abécédaire créole, de Akoz à Zourit, dessins d'Olivier Trottignon, Orphie, 2013.
- Deux fois vingt-et-un jours, contes de l'Océan Indien, dessins de Nadia Charles, Orphie, 2018.
- L'histoire de La Réunion racontée aux enfants, illustrations d'Olivier Giraud, Orphie, 2022.

### Guides, ouvrages techniques, documents, encyclopédies
- Le Mémorial de La Réunion, Australe Éditions, 1978 à 1981 (encyclopédie historique, 3500 pages ; coauteur et rédacteur en chef). Réédition Orphie 2003.
- La Grande Encyclopédie du Maroc, Éditions GEM, Rabat, 1984 à 1988 (encyclopédie générale thématique, 12 volumes, 2400 pages ; rédacteur en chef). Épuisé.
- Dictionnaire illustré de La Réunion de René Robert et Chistian Barat, coauteur (avec Janine Cadet, Jean-Claude Carpanin Marimoutou, Michèle Marimoutou, François Moutou, Maurice Parmantier, Michel Robert et Michel Vignand), 7 volumes, Diffusion Culturelle de France, 1991, épuisé.
- Vingt-et-un jours d’histoire, initiation à l’histoire de La Réunion, Azalées Éditions (1992, 4 rééditions). Réédition revue, corrigée et complétée Orphie 2005, 2008.
- Suivez le Guide, guides de randonnée (avec Yves Mayer), NID, 1975-1978.
- Trésors, initiation au patrimoine de La Réunion, Azalées Éditions, 1996.
- Grands Domaines, guide des grands domaines de La Réunion, Région Réunion, 1997.
- Encycloguide de La Réunion, guide touristique et encyclopédique, éditions Orphie, 1995 , 1998, 2004, réédition entièrement revue et corrigée 2007, 2008, 2012, 2016.
- La Réunion, éditions Vilo, 1997, 2000. Traduction en allemand pour Éditions Bucher, Munich, 1997.
- La Pointe au Sel, livret-guide pour le Conservatoire du Littoral, Actes Sud, 1999.
- Le grand livre de l’histoire de La Réunion, 2 volumes, 704 p., éditions Orphie, 1999, 2004, 2009, 2011, 2016,2017, réédition augmentée et mise à jour 2022.
- La Réunion panoramique, photos de Roland Bénard, Éditions Orphie, 2001, 2010.
- 1853-2003 : La Banque de La Réunion, histoire d’une île, histoire d’une banque, Océans Édi-tions, 2004.
- Quatre siècles de défis : histoire des travaux publics des origines à nos jours, Océans Édi-tions, 2004.Jean Colbe, l’œil du témoin, souvenirs d'un grand photographe, 250 pages, Orphie, 2005.
- Stella Matutina, les racines du futur, 160 pages, Editions du Musée de Stella Matutina, 2006.
- La Réunion, terre d'industrie, 250 pages, Editions ADIR, 2006.
- La route du Sud, histoire d'une famille réunionnaise, les Caillé, 2007.
- Plaquette documentaires sur l'ancien Parc d'Artillerie de Saint-Denis, DDE, 2006.
- La Réunion vue du ciel, photos Frédéric Vaxelaire, Orphie 2008.
- La Réunion vue du ciel, région Ouest, Photos Frédéric Vaxelaire, Orphie 2008.
- L’Ile Maurice en 200 questions et réponses, Orphie 2008.
- La belle au soleil dormant, La Réunion à travers les cartes postales, illustrations Arno Bazin, Orphie 2009.
- C’était hier, 6 volumes, Orphie, 2009-2012.
- Mémoires de Saint-Denis, onze portraits de personnages historiques, Journées du Patrimoine 2010.
- Une île en cartes, La Réunion lontan, histoire d'une île à traverses ses cartes postales, avec Éric Boulogne et Jean-François Hibon de Frohen, Orphie, 2011.
- Fiches Réunion, Orphie 2012 (série de 24 fiches documentaires de 8 pages sur La Réunion).
- Locomotive ! Le petit train de La Réunion (directeur de collection ; auteur : Éric Boulogne) ; histoire du chemin de fer à La Réunion, Orphie 2012.
- Saint-Denis en cartes, histoire d’une ville à travers ses cartes postales, avec Éric Boulogne et Jean-François Hibon de Frohen, Orphie, 2013.
- Roland Garros, l’embrasseur de nuages (1898-1918), à travers les cartes postales et les cartes-photos, (directeur de collection ; auteur : Éric Boulogne), Orphie 2013.
- Mi koz kreol, initiation en sourires et en chansons au créole de La Réunion (avec Daniel Honoré et Christophe Exiga), réédition en coffret avec album et 2 CD audio, Orphie, 2013.
- Une île, sa banque (dessins d’Olivier Giraud), histoire économique de La Réunion et de la Banque de La Réunion pour son 60e anniversaire (1853-2013), édition hors commerce et vente librairie, Orphie, 2013.
- Le Sud en 1900 (La Réunion lontan), avec Éric Boulogne et Jean-François Hibon de Frohen, Orphie, 2015.
- L'essentiel sur La Réunion en 5 minutes et cent idées, Orphie, 2015.
- Le Port il y a cent ans et un peu plus… avec Eric Boulogne et Jean-François Hibon de Frohen, Orphie, 2017.
- Maximin Chane Ki Chune, le gamin aux pieds nus, biographie, Orphie, 2018.
- L'hôtel de la Préfecture (de La Réunion), avec Thierry Nicolas Tchakaloff, Bernard Leveneur, Laurent Hoareau, photos de François-Louis Athénas), Epsilon, 2017.
- Le Port, il y a cent ans et plus  avec Eric Boulogne et Jean-François Hibon  de Frohen, Orphie, 2017.
- L'Ouest en 1900  avec Eric Boulogne et Jean-François Hibon  de Frohen, Orphie, 2019.
- Du tambour au nuage, La publicité à La Réunion, Orphie, 2020.
  - L'Est en 1900 (La Réunion lontan), avec Éric Boulogne et Jean-François Hibon de Frohen, Orphie, 2024.

Presse : 
— Journaliste stagiaire puis chef d'agence à la Liberté de l'Est, 1968-1970.
— Rédacteur au Journal de l'Ile de La Réunion, 1971-1974.
— Participation au projet Quotidien de La Réunion, 1974, puis chef des informations locales, 1975-1976.
— Rédacteur en chef du Mémorial de La Réunion, 1977-1980.
— Rédacteur en chef de Télé 7 Jours Réunion, 1980-1983.
— Rédacteur en chef de la Grande Encyclopédie du Maroc, 1984-1987.
— Directeur de rédaction de Télé 7 Jours Réunion et Star Télé, 1986-1991.
— Rédacteur en chef du magazine bimestriel Cascavelle, 2002-2005.
— Recherches et rédaction de « C’était hier », supplément historique hebdomadaire de 16 pages pour le Journal de l’Ile de La Réunion, 2009, 2010, 2011, 2012.

### Scénarios

#### Bande dessinée
- La Buse (2 volumes), dessins de Michel Faure, éditions AGM, La Réunion, 1978-1979.
- Les fils de l’Aigle (5 volumes), dessins Michel Faure, Hachette Jeunesse, Humanoïdes Associés, 1982-1986. Réédités par Arboris et traduits en danois, en allemand et en hollandais.
- De zoom van de Arend (réédition intégrale des Fils de l'Aigle en néerlandais), dessins Michel Faure, Arboris, 2022.
- L’histoire de La Réunion en bande dessinée, scénarios du volume 4, éditions Jacaranda, 1984.
- Olivier Giraud (Dessinateur) et Daniel Vaxelaire (scénario), Saint-Ange et Sitarane : les buveurs de sang, Saint-Denis, Éditions Orphie, coll. « BD », novembre 2011, 48 p. (ISBN 2877636615 et 9782877636612, OCLC 795443405, BNF 42627387), Prix Vanille 2012, attribué par La Réunion des Livres[11].
- Matt Lahargne, épisode 1, dessins d'Olivier Giraud, fin 2012, Orphie.

#### Documentaires pour la télévision
- Les bâtisseurs d'îles, docufictions sur l’histoire de La Réunion et des Mascareignes. Réalisation par Jim Damour, ICR ; diffusion sur RFO Télévision en 1998.
- C'était hier, 40 émissions documentaires de 3 minutes décrivant les modes de vie à La Réunion dans les années 1970. Production Imago ; diffusion sur RFO Télévision d’avril à juillet 2004. Édité en DVD par Imago Productions.
- Mi cause créole, avec Daniel Honoré, documentaire sur le créole réunionnais, tourné par André Waksman en 2005, diffusé en 2006.
- Courbe la tête roseau, Imago, 2006.
- Jean Colbe, l'œil du témoin, 2009.
- Jean Couturier, le dernier héros, diffusé sur Antenne Réunion en juin 2009.
- Les années-lumière de La Réunion, sur l'histoire de l'électricité à La Réunion. Réalisation Alexandre Boutié, films 1,2,3, diffusion Réunion Première 2011. Dauphin d’argent aux 3e Cannes Corporate Media & TV Awards, octobre 2012.

### Radio et audio, CD
- Lignes de vie : biographies romancées de personnages célèbres. Diffusé sur RFO-Radio à La Réunion en 1997 et 1998.
- L’histoire de La Réunion, série d’émissions quotidiennes de 4 minutes, 80 semaines, 2000-2001.
- Les contes de l’oncle Vax, série de dix films radiophoniques de dix minutes chacun consacrés à des aventuriers de l’océan Indien ; diffusion 2002-2003 dans les stations francophones du monde entier.
- L’histoire de La Réunion, coffret de deux CD audio et un livre de 128 pages, coédition Orphie-RFO, décembre 2001.
- Miettes de temps, récits, émissions quotidiennes de 4 minutes diffusées sur Radio Réunion, 2002.
- En haut la liberté, mise en ondes de l’ouvrage du même nom, Radio Réunion, janvier 2003.
- L’océan de tous les rêves, histoire de l’océan Indien, Radio Réunion, émissions quotidiennes, 2003-2006. Rediffusé par la Radio de la Mer (littoral ouest France) en 2010.
- Mi koz kréol (Je parle créole), initiation au créole réunionnais à travers un théâtre radiophonique et musical, avec Daniel Honoré et Christophe Exiga, Coédition RFO-Orphie, 2006, réédition corrigée et modifiée 2011.
- La minute de l’histoire, émission quotidienne sur Radio Réunion, 2005-2006.
- Guides audio de l’Ermitage (1 h) et du Tour des Roches (1 h 30) pour le train touristique de la SEM Tamarun et l’office de tourisme de Saint-Paul, 2010.

### Spectacles et paroles de chansons
- La Vie d'un arbre, d'après une nouvelle du même nom, Théâtre du Grand Marché, 1996.
- Nos ancêtres les Gaulois, interprété par des chorales de lycéens et collégiens : première représentation aux Choralies de Nantes en juin 2000, autres représentations en juillet 2000 à La Réunion (Champ-Fleuri).
- Séga pluriel (scénario et dialogues), spectacle musical ODC Réunion, théâtre de St-Gilles, 2000.
- Vent du large, pièce de théâtre. Mise en scène de Jean-Marc Galera. Représentations en 2006.
- Chansons (textes) pour le groupe Lé Gabié (Christophe Exiga), 2005.
- Chansons (textes) pour l'interprète Nico, 2004, 2005, 2006, 2010, 2011. CD Les maudits jours, 2010.

Multimédia et technologies nouvelles :
— Chef de projet du réseau Guétali (réseau de bornes touristiques interactives de La Réunion)  (1992-1994)
— Scénario du serveur touristique de La Réunion sur Internet (1996)
— Scénario d’un projet de CD-Rom “ La lumière des mots ”, en liaison avec le CARIF-OREF : programme multimédia d’initiation à la lecture. Pré-maquette opérationnelle réalisée en janvier 1997, présentée au MIM de Montréal.
— Scénario de 15 bornes interactives documentaires et ludiques pour le musée de Stella Matutina, sur commande de la Région Réunion, en liaison avec la Cité des Sciences de La Villette (Paris).
— Scénario d’un CD-Rom de découverte de La Réunion pour l’Éducation Nationale et le service interministériel (Greta Néotech III + CRDP). 2005.
— Enquête sur le patrimoine en vue de projets de numérisation, pour la direction TIC de la région Réunion, 2007-2009.
Divers : 
— Ateliers d’écriture : avec la Médiathèque de St-Denis, ateliers pour enfants (CM2) et adultes ; conception et écriture de contes, nouvelles et autres récits (1999, 2000). Écriture de nouvelles en ligne avec des établissements scolaires (2003, 2004).
— Inventaire des sites remarquables, pour la Direction des Monuments Historiques de La Réunion, plus de 600 sites identifiés et photographiées dans toutes les communes, 1994-1995.
— Conférences : formation sur la connaissance de La Réunion en liaison avec Néotech III (Éducation Nationale), pour la DRFPPP (Direction de la Formation pour le personnel de la Police et de la Préfecture), la DDE (Direction départementale de l’Equipement), la Défense Nationale, etc. conférences diverses sur le patrimoine et l’histoire (depuis 1996) pour les professionnels de différentes administrations (Justice, Police, DDE…) et du tourisme, conférences sur les Mascareignes pour l'Ambassade et le Centre culturel français de Maurice, 2007, conférences pour l’Alliance Française de Madagascar (Ile Sainte-Marie), 2008, Conférences dans le cadre du bicentenaire de la bataille du Grand-Port à Port-Louis, Ile Maurice, octobre 2010.
— Chargé d'une enquête préalable à des chantiers de numérisation du patrimoine par la Région Réunion, 2007.
— Toponymie (noms de projets, de voirie, de groupes de bâtiments) pour CBo Territoria, sur les chantiers de Savanna, Poudrière, Vert Lagon à Saint-Paul, Grand Fond et Roche Café à Saint-Leu, Cap Austral à Saint-Pierre, notamment.
— Choix d’images historiques pour la décoration d’un établissement pour personnes âgées à Roquefeuil, Saint-Paul.
— Grand témoin aux Premières Assises Régionales pour l’Innovation à La Réunion, 2009.
— Grand témoin à l’exercice de prospective « Réunion 2040 » organisé par la Préfecture de La Réunion, 2013.